# Чемпионат мира по современному пятиборью 1981
XXV Чемпионат мира по современному пятиборью среди мужчин проходил с 8 по 12 сентября 1981 года в городе Зелёна-Гура (ПНР).
На чемпионат прибыло 55 спортсменов из 21 страны. Персональный состав команд предполагал острую борьбу за призовые места. Всех занимал вопрос об очной дуэли двух олимпийских чемпионов Януша Печака (Польша) и Анатолия Старостина (СССР). Высоко оценивались шансы на победу Даниэле Масалы (Италия), Жоэля Бузу (Франция), Сванте Расмуссона (Швеция), Тамаша Сомбатхейи (Венгрия). Многое ожидали от американской команды в составе Роберта Нимана, Майка Барлея и Дейна Гленеска, добившейся в 1979 году на чемпионате мира абсолютного успеха. После несостоявшегося старта из-за бойкота Олимпийских игр в Москве команда не могла упустить шанс доказать своё ведущее положение в мировом пятиборье.
Победа Януша Печака на Олимпийских играх в Монреале, а также успехи польских пятиборцев в международных и региональных турнирах вызвали интерес к этому виду спорта в стране, что позволило Польской федерации предложить свою кандидатуру в качестве организатора чемпионата мира 1981 года.
Из двух претендентов столицы Польши Варшавы и небольшого города Зелёна-Гура был выбран последний, где завершалось строительство пятиборного центра «Држонков».
Накануне чемпионата состоялся очередной Конгресс УИПМБ и заседания его рабочих органов, на котором обсуждался вопрос об изменении габаритов мишени для стрельбы из пистолета, внесённый на рассмотрение в Москве в 1980 году во время проведения Олимпийских игр. Так как предложение не нашло поддержки большинства членов конгресса, то его переадресовали Технической комиссии для дальнейшей проработки.
В советской команде, победившей на Олимпийских играх, произошла замена в связи с завершением спортивной карьеры Павла Леднева. Вместе с олимпийскими чемпионами Анатолием Старостиным и Евгением Липеевым на старт вышел Валентин Рогов, показавший высшие результаты в отборочных стартах сезона. Старший тренер команды — Глеб Крюков.
Замены произошли накануне в командах США и ФРГ: Ниман на тренировке по верховой езде получил травму, а чемпион мира среди юниоров Христиан Сандов, заявленный за сборную ФРГ, был госпитализирован с воспалением мышцы ноги. Таким образом, три команды, но мнению экспертов, оказались ослабленными и лишились возможности даже прогнозировать высокие результаты чемпионата.

## Конкур
Соревнования по верховой езде проводились в два гита по новым правилам, то есть на дистанции 600 м при скорости движения 350 м/мин.
Организаторы предложили трудный, но довольно интересный маршрут. Особенность его была в том, что спортсмену предоставлялась возможность преодолеть два препятствия по выбору: четвёртого, представлявшего собой двойную систему из банкета и параллельных брусьев, и четырнадцатого, которое состояло из двух препятствий на выбор — жерди высотой 118 см с «подсказкой» из декоративных подсолнухов или насыпного бугра с чухонцем и бродом после бугра.
Сложность маршрута компенсировалась хорошей подготовкой и ровным подбором лошадей.
Четырнадцать всадников отлично преодолели дистанцию и получили максимальную сумму — 1100 очков. Победителем неожиданно стал 29-летний датчанин Бенни Ларсен. В командном зачёте на 1-е место вышла сборная США — 3240 очков. Лишь 8 очков уступила ей тройка из Великобритании, 30 — команда Швеции. В целом результаты верховой езды оказались высокими. Только 11 спортсменов не сумели набрать 1000 очков.
Из советской команды наиболее удачливым был Рогов, езда которого оценена в 1100 очков. Липеев и Старостин, допустив ряд ошибок, привезли 1010 и 1020 очков соответственно, что отбросило сборную за пределы первой десятки.

## Фехтование
Фехтовальные поединки состоялись в просторном конном манеже в Држонкове на деревянных помостах. Каждая дорожка была оборудована двумя комплектами катушек, что ускоряло проведение боёв, поскольку очередные участники после завершения боя без задержки на подключение к аппаратуре могли начинать следующий поединок.
В ходе турнира в лидирующей группе оказались итальянец Даниэле Масала, одержавший 43 победы в 54 боях и получивший 1100 очков. Блестящий результат! За ним поляк Янущ Печак — 41 победа, венгр Сомбатхейи — 40 побед. Эти спортсмены стали реальными претендентами на высшие награды чемпионата.
Сборная СССР успешно начала турнир. В первой половине она проиграла лишь одну встречу команде ФРГ 4:5, но после отдыха настроиться на такой же ритм не смогла. В действиях спортсменов появились пассивность и скованность, в результате было проиграно четыре поединка из девяти, причём командам Венгрии и Чехословакии с крупным счётом 3:6 и 2:7 соответственно. Во встрече с венграми Старостин и Липеев не выиграли ни одного боя, а с чехами по три поражения потерпели Рогов и Липеев.
Несмотря на то, что средний результат команды составил 900 очков на участника (Старостин — 960, Рогов — 920, Липеев — 820) и был выше чемпионата 1979 года, проигрыш сборным Польши и Венгрии составил 280 очков. После завершения соревнований тренерский совет квалифицировал эти потери как отсутствие духа единства, а также высококлассного фехтовальщика, стабильного лидера, каким долгие годы был Павел Леднев.
- Положение после двух видов.

1. Польша
2. Венгрия
3. ФРГ
4. СССР

## Плавание
На следующий день, согласно решению, принятому на Олимпиаде в Москве, вместо стрельбы пятиборцы соревновались в плавании на 300 м. Победителем в этом виде программы стал 23-летний Ивар Сисниега из Мексики, показавший время 3 минуты 14,2 секунды.
Первым среди советских спортсменов плыл Липеев. Он имел 14-й результат — 3 минуты 29,5 секунды. Старостин стартовал в предпоследнем заплыве и на 100-метровом отрезке имел лучшее время, однако удержать скорость до конца не смог и закончил дистанцию за 3 минуты 28,5 секунды. Рогов завершил соревнования скромным показателем — 3 минуты 35,5 секунды. Советская сборная с четвёртым результатом в этом виде программы уступила лидерам по сумме трёх дисциплин — венграм 186, полякам — 140 и шведам — 124 очка.
- Результаты. Плавание. Командное первенство.

1. Швеция — 3672 очка.
2. Великобритания — 3610 очков.
3. СССР

- Результаты. Личное первенство. Положение после трёх видов.

1. Д. Масала (Италия) — 3374 очка.
2. Я. Печак (Польша) — 3298.
3. Т. Сомбатхейи (Венгрия) — 3184.
4. В. Рогов (СССР) — 3168 очков.

## Стрельба
Состязания по стрельбе проводились в полуоткрытом тире. Зрители находились в фехтовальном зале, расположенном над стрелковой галереей и имевшем стеклянную стену, обращённую в сторону мишеней. В зале были установлены телевизоры, которые показывали каждую пробоину в мишени.
Перенос стрельбы с третьего дня на четвёртый, с одной стороны, создал благоприятные условия для отдыха после эмоционально насыщенного фехтования, а с другой значительно повысил психологическую напряжённость при выполнении стрелкового упражнения особенно в группе сильнейших, которые, согласно регламенту, собирались в одной смене. Здесь фактор очной дуэли и понимание цены возможной ошибки давили на каждого спортсмена с удвоенной силой.
Первым среди советских спортсменов в третьей смене стартовал Липеев, выбив 199 очков. Такой же показатель — у итальянца Масалы, но победителем объявили Липеева, поскольку три заключительные серии у него не было потерь.
Старостин и Рогов вышли на огневой рубеж в группе сильнейших в последней смене. Ожидалась напряжённая борьба. Однако вмешались факторы, о которых упоминалось выше, и дуэли не получилось. Советские пятиборцы в первой серии выбили по 50, поляки Печак, Олесински — 49 и 48 соответственно, венгры Доби, Часари — по 48, Сомбатхейи — 49. Во второй серии Печак, Старостин и Рогов выбили по 48 очков, Сомбатхейи — 50, остальные — по 49. В третьей серии после команды «Огонь», Рогов не справился с нервным напряжением и сделал выстрел в пол. Затем овладел собой и из оставшихся четырёх выстрелов выбил 39, а в четвёртой серии — 50. Этим срывом борьба за 1-е место в общем зачёте для советской команды была закончена. Старостин завершил стрелковое испытание с результатом 197 очков.
Самыми хладнокровными в тире были итальянцы (Масала, Массулло, Петрони) — 3110 очков, за ними венгры (Сомбатхейи, Доби, Часари), болгары (Донов, Димитров, Клинчаров), спортсмены ФРГ (Кюн, Бельман, Доер) и Польши (Печак, Олесински, Шуба) — по 3066 очков. У советской команды шестой результат — 3022 очка.
Перед заключительным упражнением лидером в личном зачёте был Масала — 4474 очков. На 126 очков от него отставал Сомбатхейи и на 164 — Печак. В пресс-центре, где обсуждались кандидатуры возможного победителя чемпионата, мнения разделились. Большинство считало, что отыграть 55 секунд в беге даже такому отличному бегуну, как Печак, не удастся. Но были и такие, которые не сомневались, что фактор «родных стен», поддержка болельщиков вдохновят польских пятиборцев, и чудо свершится.
- Результаты. Командное первенство. Итоги после четырёх видов.

1. Венгрия — 12 674 очков.
2. Польша — 12 586.
3. Швеция — 12 524.
4. Италия — 12 478.
5. ФРГ — 12 412.
6. СССР — 12 400 очков.

## Кросс
12 сентября 1981 года.
День 12 сентября выдался солнечным. Многотысячные зрители заполнили трибуны конкурного стадиона, где были оборудованы стартовый финишный городок, откосы вдоль беговой трассы, создавшие своеобразный живой коридор.
Дистанция кросса требовала от спортсменов тактического мастерства и отличной беговой подготовки.
Героем дня стал Януш Печак. Он сделал, казалось, невозможное, пробежав трассу за 12 минут 21,0 секунды. Такой результат позволил ему отыграть у Масалы 59 секунд (то есть, 177 очков) и завоевать звание чемпиона мира с рекордной для чемпионатов суммой — 5662 очка. Сенсацией для многих было то, что польский пятиборец выиграл бег у признанного фаворита в этом виде комплекса американца Барлея 14 секунд, которому обычно проигрывал до 25 секунд.
Советские пятиборцы Липеев и Рогов с одинаковым результатом — 13 минут 18,0 секунды заняли в беге 15-е и 16-е места соответственно. Анатолию Старостину для того чтобы занять личное четвёртое место, надо было пройти трассу на одну секунду лучше своих товарищей, а чтобы команда получила бронзовую награду, показать время 13 минут 26,0 секунды. Но к большому сожалению Старостин пробежал очень слабо, показав время 13 минут 48,0 секунды. В итоге сборная СССР, заняв в беге 7-е место, оказалась четвёртой после пятиборцев Польши, Венгрии и Италии.
Польские пятиборцы блестяще реализовали свой план финишного рывка и смогли в одном только беге выиграть у своих конкурентов, венгерских спортсменов, около 600 очков.
В личных соревнованиях Масала награждён серебряной медалью, Сомбатхейи — бронзовой. Лидер советской сборной Анатолии Старостин закончил чемпионат только на девятом месте.

## Итоговые результаты
- Личное первенство.

1. Януш Печак  Польша — 5602.
2. Даниэле Масала  Италия — 5649.
3. Томаш Сомбатхейи  Венгрия — 5450.
4. С. Расмуссон  Швеция — 5424.
5. Ж. Бузу  Франция — 5405.
6. Я. Олесиньский  Польша — 5393.
7. А. Старостин  СССР — 5331.

11. Е. Липеев  СССР — 5301.
20. В. Рогов  СССР — 5185.
- Командное первенство.

1. Польша — 16 408
Я. Пыцак-Печак
Я. Олесиньский
З. Шуба
2. Венгрия — 15 953
Т. Сомбатейи
Л. Диби
Ф. Часари
3. Италия — 15 886
Д. Масала
К. Массулло
Р. Петрони
4. СССР — 15 823
А. Старостин
Е. Липеев
В. Рогов
5. ФРГ — 15 742
Н. Кюн
А. Бельман
М. Дерр
6. Швеция — 15 719
С. Расмуссон
Е. Хорват
Й. Кристенсен

## Итоги чемпионата мира
Холодным душем после триумфа назвал в газете «Советский спорт» итог выступления сборной СССР в Зелёна-Гуре заслуженный тренер СССР Олег Хаппанов — «Молодые олимпийцы Старостин и Липеев после блистательной победы в Москве позволили себе несколько расслабиться и подошли к чемпионату не в лучшей форме». Ошибочным, по мнению тренера, было также решение направить Старостина за 20 дней до чемпионата на первенство мира среди юниоров, где он выиграл, но после которого не успел восстановиться.
В рекомендациях, подготовленных главным тренером по современному пятиборью Глебом Крюковым и председателем тренерского совета профессором Алексеем Варакиным, причины провала сборной СССР объясняются низкой морально-волевой подготовкой спортсменов, методическими ошибками и организационными просчётами тренеров в отборе кандидатов, где Старостину и Липееву были гарантированы места в основном составе сборной без соблюдения жёсткого принципа отбора через серию отборочных стартов.